# Maria Ludwika Hiszpańska (1745–1792)
Maria Ludwika Hiszpańska (ur. 24 listopada 1745 w Portici, zm. 15 maja 1792 w Wiedniu) – infantka hiszpańska, księżna toskańska, cesarzowa, królowa Czech i Węgier, córka króla Hiszpanii Karola III i Marii Amalii Wettyn, córki króla polskiego Augusta III.
Urodziła się w czasie, gdy jej ojciec był królem Neapolu i Sycylii. Dzieciństwo spędziła w Kampanii. W 1759 r. rodzina przeprowadziła się do Madrytu, gdyż Karol został królem Hiszpanii. Wkrótce Maria Ludwika została zaręczona z Piotrem Leopoldem (5 maja 1747 – 1 marca 1792), młodszym synem cesarza Franciszka I Lotaryńskiego i Marii Teresy Habsburg, królowej Czech i Węgier, córki cesarza Karola VI.
Małżeństwo per procura odbyło się 18 lutego 1764 r. w Madrycie. 5 sierpnia 1765 r. w Innsbrucku odbył się właściwy ślub. Podczas uroczystości weselnych zasłabł i zmarł ojciec Piotra Leopolda, cesarz Franciszek (stało się to 18 sierpnia). Piotr Leopold został więc wielkim księciem Toskanii i wraz z żoną przeprowadził się do Florencji, gdzie mieszkał przez najbliższe 25 lat.
W tym czasie Maria Ludwika urodziła mu dwunastu synów i cztery córki:
- Maria Teresa (14 stycznia 1767 – 7 listopada 1827), żona króla Saksonii Antoniego Wettyna
- Franciszek II (12 lutego 1768 – 2 marca 1835), cesarz, cesarz Austrii
- Ferdynand III (6 maja 1769 – 18 czerwca 1824), wielki książę Toskanii
- Maria Anna (21 kwietnia 1770 – 1 października 1809)
- Karol Ludwik (5 września 1771 – 30 kwietnia 1847), książę cieszyński, wielki mistrz zakonu krzyżackiego, ostatni namiestnik austriackich Niderlandów
- Aleksander (14 sierpnia 1772 – 21 lipca 1795), palatyn Węgier
- Albrecht (19 grudnia 1773 – 22 lipca 1774)
- Maksymilian (23 grudnia 1774 – 10 marca 1778)
- Józef Antoni (9 marca 1776 – 13 stycznia 1847), palatyn Węgier
- Maria Klementyna (24 kwietnia 1777 – 15 listopada 1801), żona króla Obojga Sycylii Franciszka I
- Antoni Wiktor (31 sierpnia 1779 – 2 kwietnia 1835), wielki mistrz zakonu krzyżackiego
- Maria Amalia (15 października 1780 – 25 grudnia 1798)
- Jan (20 stycznia 1782 – 11 maja 1859)
- Rajner Józef (30 września 1783 – 16 stycznia 1853), wicekról królestwa lombardzko-weneckiego
- Ludwik Józef Antoni Jan (13 grudnia 1784 – 21 grudnia 1864)
- Rudolf Jan Józef Rainer (8 stycznia 1788 – 24 lipca 1831), kardynał, arcybiskup ołomuniecki

W 1790 r. zmarł bezpotomnie brat Piotra Leopolda, cesarz Józef II, i wielki książę Toskanii został cesarzem Leopoldem II, a Maria Ludwika cesarzową oraz królową Czech i Węgier. Małżonkowie przeprowadzili się do Wiednia. Leopold zmarł 1 marca 1792 r. Maria Ludwika przeżyła go tylko o niecałe 3 miesiące.
| 4. Filip V Hiszpański        |  |                         |  |  |                  |
|                              |  | 2. Karol III Hiszpański |  |  |                  |
| 5. Elżbieta Farnese          |  |                         |  |  |                  |
|                              |  |                         |  |  | 1. Maria Ludwika |
| 6. August III Sas            |  |                         |  |  |                  |
|                              |  | 3. Maria Amalia Wettyn  |  |  |                  |
| 7. Maria Józefa Habsburżanka |  |                         |  |  |                  |
|                              |  |                         |  |  |                  |